# 9631 Hubertreeves
9631 Hubertreeves eller 1993 SL6 är en asteroid i huvudbältet som upptäcktes den 17 september 1993 av den belgiske astronomen Eric W. Elst vid La Silla-observatoriet. Den är uppkallad efter Hubert Reeves.
Asteroiden har en diameter på ungefär 6 kilometer och den tillhör asteroidgruppen Koronis.